# Radialsystem (Kulturzentrum)

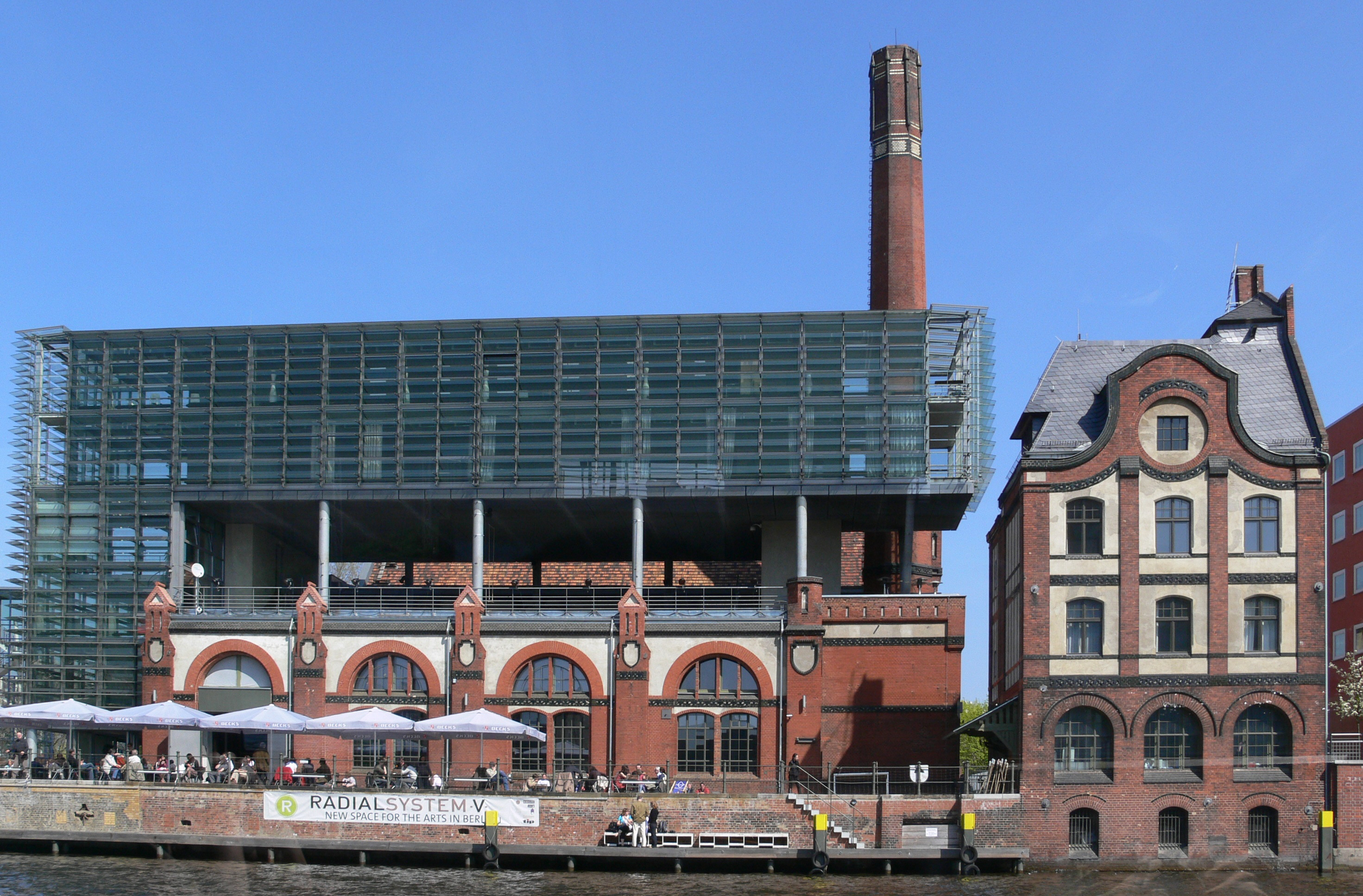
Radialsystem, Ansicht von der Spree

Das Radialsystem (ursprünglich Radialsystem V) ist ein Kulturzentrum in der Holzmarktstraße des Berliner Ortsteils Friedrichshain nahe dem Ostbahnhof und direkt an der Spree gelegen. Es besteht aus dem denkmalgeschützten Bauwerk des ehemaligen Abwasserpumpwerks V sowie einem 2006 hinzugefügten neuen Gebäudeteil, der den Altbau einfasst und überbrückt. Das Abwasserpumpwerk war bis 1999 in Betrieb. Das Radialsystem wurde 2006 als Ort für Künste und Ideen eröffnet und präsentiert seither ein interdisziplinäres Programm aus den Bereichen Tanz, Musik und Musiktheater. Das Haus versteht sich als „Ankerinstitution der Freien Szenen Berlins“ und präsentiert zugleich internationale Künstlerinnen und Künstler von Weltrang. Es vermietet seine Räumlichkeiten außerdem für externe Veranstaltungen aus den Bereichen Politik, Wirtschaft, Wissenschaft, Kultur und Medien.

## Künstlerische Ausrichtung
Das Radialsystem bringt Menschen mit unterschiedlichen Erfahrungen, Lebensrealitäten und Hintergründen miteinander ins Gespräch und sucht nach neuen Narrativen jenseits eines statischen Kulturbegriffs. Als offener Ort gesellschaftlicher Interaktion macht das Radialsystem Kultur aus unterschiedlichen gleichwertigen Perspektiven sichtbar und erlebbar.
Seit seiner Gründung ist das Haus an der Erprobung neuer künstlerischer Ausdrucksformen beteiligt und setzt damit international Impulse. Im Bereich Musik lädt das Radialsystem Kuratoren, Musiker und Ensembles ein, darüber nachzudenken, was eine Musik des 21. Jahrhunderts sein kann, und hinterfragt in ungewohnten Konzertformaten und Programmreihen Begriffe wie „klassisch“ und „zeitgenössisch“ über eine europäische Perspektive hinaus. Im zeitgenössischen Musiktheater öffnet das Radialsystem den Blick für eine Ästhetik jenseits der klassischen Oper und anderer traditioneller Formen. In der Berliner Tanzlandschaft engagiert sich das Radialsystem gemeinsam mit anderen Institutionen für die Verbesserung der Arbeits- und Präsentationsbedingungen der Tanzschaffenden in Berlin. Als Haus dient es Künstlerinnen und Künstler des Zeitgenössischen Tanzes als Brücke zwischen Entwicklungsorten und großen Bühnen.
Das Haus ist außerdem Ausgangspunkt für Formate an der Schnittstelle von Kunst, Wissenschaft und Gesellschaft im Rahmen von Festivals, Foren, Ausstellungen, Mentoring- und Residenzprogrammen. Die programmatischen Schwerpunkte sind nicht voneinander abgegrenzt, sondern fließen in jeweils unterschiedlichen Gewichtungen in die künstlerischen Projekte ein.

## Ort für Veranstaltungen
Direkt an der Spree gelegen, bietet das Radialsystem auf sechs Etagen ca. 2.500 m² flexibel nutzbare Veranstaltungsfläche, von der ehemaligen Maschinenhalle (600 m²) und dem Saal (400 m²) des denkmalgeschützten Altbaus über die Studios (200 m²) und den gläsernen Kubus (50 m²) mit Blick auf Fernsehturm und Rotes Rathaus bis zum offenen Deck (400 m²) im dritten Obergeschoss des Neubaus. Das Haus kann als Veranstaltungsort für Konferenzen, Empfänge, Ausstellungen, Medienproduktionen, Preisverleihungen und Partys wie Galas gemietet werden.
Als erster Veranstaltungsort in Deutschland installierte das Radialsystem 2021 das L-ISA Immersive Hyperreal Sound-System, das derzeit international als Maßstab für die Beschallung von Live-Veranstaltungen gilt.

## Geschichte

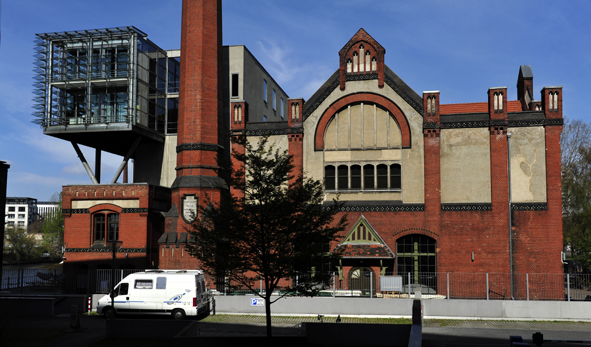
Ostseite

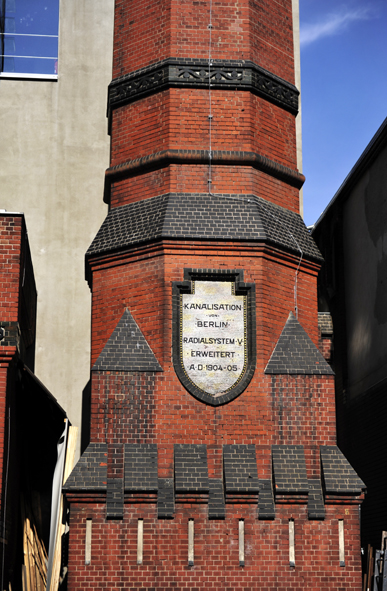
Fuß des Kamins

Das Abwasserpumpwerk V in der Holzmarktstraße entstand zwischen 1879 und 1880 nach der Fertigstellung der Kanalisation des Stralauer Viertels und wurde nach Plänen des Architekten Richard Tettenborn errichtet. 1869 erhielt James Hobrecht, Hauptverfasser des 1862 in Kraft getretenen Bebauungsplans der Umgebungen Berlins den Auftrag, für Berlin ein Abwasserentsorgungssystem zu konzipieren. Der Baurat und Ingenieur teilte die Stadt in zwölf Areale – zwölf Radialsysteme – ein, von denen aus die Abwässer auf die Berliner Rieselfelder geleitet wurden. Das Pumpwerk des Radialsystems III am Halleschen Ufer beherbergte später ein Lapidarium. Das Abwasserpumpwerk V wurde 1905 umgebaut und erweitert und entsorgte ab 1906 die Abwässer des dicht bebauten Stadtgebietes zwischen Spree, Alexanderplatz, Schönhauser Allee, Ringbahn, Thaerstraße und Warschauer Straße mit rund 400.000 Einwohnern. Die Abwässer wurden über das Radialsystem auf das Rieselfeld nach Falkenberg nördlich der Stadt gepumpt. Bei einer Überbelastung konnten sie über Notauslässe in die Spree geleitet werden. Im Zweiten Weltkrieg wurde ein Drittel der Anlage zerstört. Die verbliebene Maschinenhalle wurde mit elektrischen Pumpen ausgestattet und noch bis 1999 genutzt.

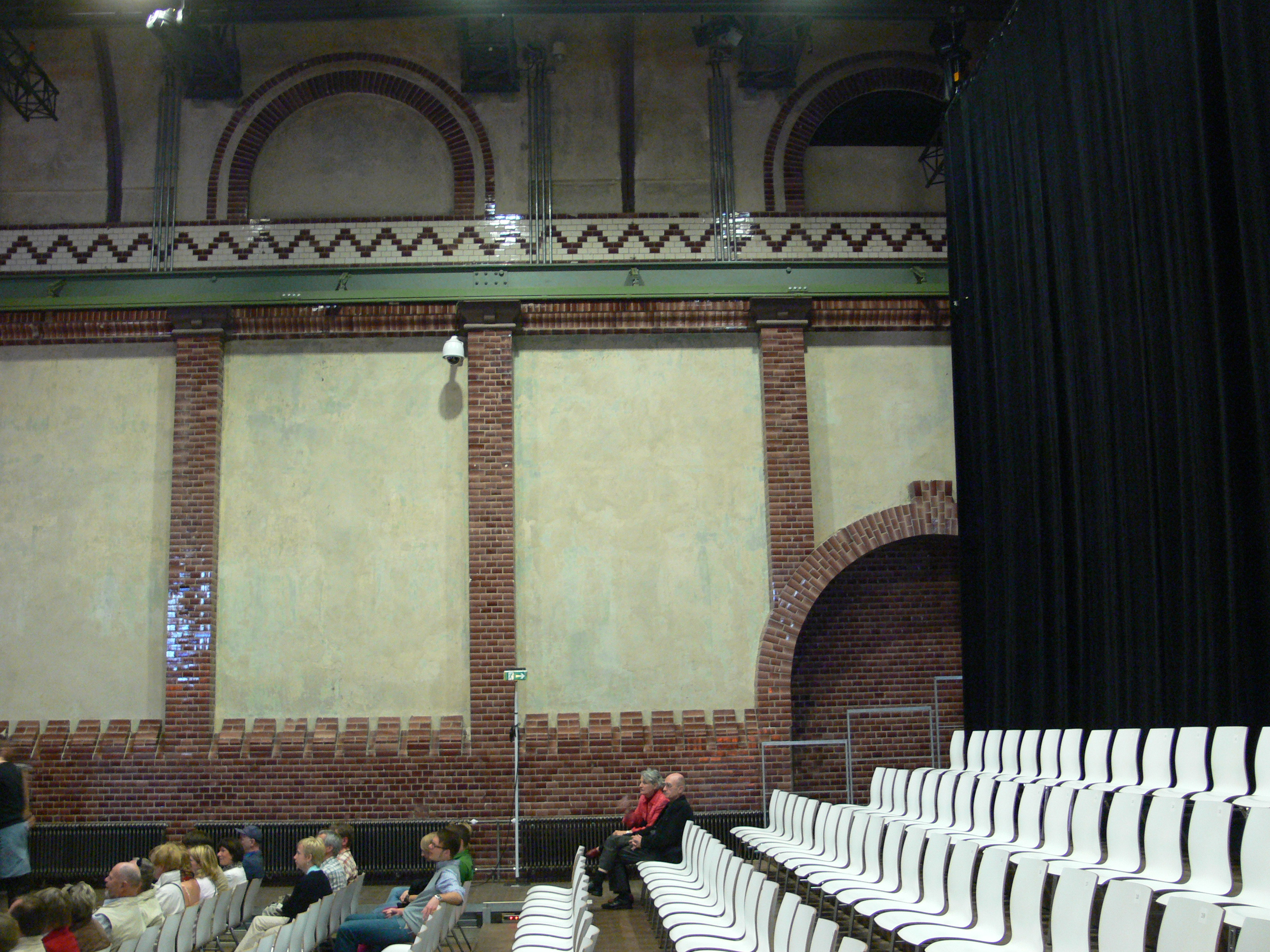
Veranstaltungssaal

Im Jahr 2004 legte der Architekt Gerhard Spangenberg einen Entwurf für die Sanierung des denkmalgeschützten Bauwerks vor und gewann die Radialsystem V GmbH als Betreiber für das Projekt. Die Schauseiten des Gebäudes sollten sichtbar bleiben. Zur Gewinnung zusätzlichen Raums war die Abrissseite neu zu gestalten. Über dem ehemaligen Kesselhaus entstand ein neues zweigeschossiges Gebäudeelement auf einem eigenen Tragwerk, vom Altbau durch ein Luftgeschoss getrennt. Die im Zweiten Weltkrieg zerstörte Seite erhielt einen dreigeschossigen Vorbau. Das ehemalige Beamtenwohnhaus neben dem Radialsystem V wurde zu einem Gästehaus umgebaut.

## Radialsystem V GmbH
Die Radialsystem V GmbH wurde 2005 von Jochen Sandig, Sasha Waltz, Folkert Uhde und Tilman Harckensee in Berlin gegründet und ist Mieterin und Betreiberin des 2006 eröffneten Hauses. Im Zuge dessen wurde die Radial Stiftung gegründet, die u. a. modellhafte, genreübergreifende künstlerische Produktionen unterstützt. 2014 übernahmen Friederike Hofmeister und Janina Paul gemeinsam die Geschäftsführung der GmbH. Bis 2018 hatten Jochen Sandig, Bettina Sluzalek und Folkert Uhde die Künstlerische Leitung des Hauses inne. 2018 übernahm Friederike Hofmeister die alleinige Geschäftsführung, Matthias Mohr die Künstlerische Leitung. Im selben Jahr erhielt das Radialsystem erstmals eine infrastrukturelle Förderung des Landes Berlin. Im Jahr 2018 kaufte das Land Berlin überdies die Immobilie von einem privaten Eigentümer zurück, um sie dauerhaft für die kulturelle Nutzung zu sichern. Seit 2020 ist die gemeinnützige Radial Stiftung Mehrheitsgesellschafterin der Radialsystem V GmbH. 2024 übernahmen Merit Vareschi und Matthias Mohr als Nachfolge von Friederike Hofmeister gemeinsam die Geschäftsführung der Radialsystem V GmbH. Matthias Mohr hat zudem weiterhin die Künstlerische Leitung des Hauses inne.

## Filmische Rezeption
Für die Architekturausstellung Kultur:Stadt, die von März bis Juni 2013 in der Berliner Akademie der Künste und von Juli bis Oktober 2013 im Kunsthaus Graz stattfand, drehte der Filmemacher Ingo J. Biermann einen halbdokumentarischen Experimentalfilm über das Radialsystem. Der Film kombiniert Szenen eines kleinen Mädchens, das mehrere von Gerhard Spangenbergs Architekturplänen des Gebäudes ausmalt, mit abstrakten Fotografien der Künstlerin Fiene Scharp, die die alten und die neuen Teile des Radialsystems zueinander in Beziehung setzen und sie zunehmend in anarchischer Weise ad absurdum führen.
Gemäß den Aussagen des Regisseurs habe „der Anspruch, Grenzen zu ignorieren, zu überschreiten, neu zu definieren“, den er im Radialsystem sehe, zur ungewöhnlichen Form seines Films geführt. Dieser könne „nur ein radikaler und Grenzen ignorierender sein“, wenn er dem Geist und Anspruch des Hauses gerecht werden wolle.